# Agoma semialba
Agoma semialba là một loài bướm đêm trong họ Noctuidae.